# Sangaris inornata
Sangaris inornata är en skalbaggsart som beskrevs av Monné 1993. Sangaris inornata ingår i släktet Sangaris och familjen långhorningar. Inga underarter finns listade i Catalogue of Life.